# Wang Bit-na
Wang Bit-na (15 de abril de 1981) es una actriz surcoreana.

## Biografía
En 2007 se casó con el golfista Jung Seung-woo, la pareja le dio la bienvenida a su primer hijo en el 2009 y a su segundo hijo en el 2014. Sin embargo más tarde la pareja se divorció en el 2018, después de once años juntos.

## Carrera
Es conocida por interpretar a Bu-yong en el popular drama histórico Hwang Jini.

## Filmografía

### Series de televisión
- Crushology 101 (MBC, 2025)[3]
- Kokdu: Season of Deity (MBC, 2023)[4]
- Three Bold Siblings (KBS2, 2022-23)[5]
- River Where the Moon Rises (KBS2, 2021)
- She Would Never Know (JTBC, 2021)[6][7]
- Love in Sadness (KBS2, 2019).[8][9]
- First Love Again (KBS2, 2016-2017)
- Sweet Stranger and Me (KBS2, 2016)
- Five Children (KBS2, 2016)
- Wife Scandal - The Wind Rises (TV Chosun, 2014) (ep 2: "Foolish Love")
- Cunning Single Lady (MBC, 2014) (cameo, ep 2)
- Two Women's Room (SBS, 2013)
- Ugly Alert (SBS, 2013) (cameo, ep 1)
- Ohlala Couple (KBS2, 2012) (cameo)
- The Sons (MBC, 2012)
- Still You (SBS, 2012)
- Can Love Become Money? (MBN, 2012)
- Midnight Hospital (MBC, 2011)
- I Trusted Him (MBC, 2011)
- Kim Su-ro, The Iron King (MBC, 2010)
- The Woman Who Still Wants to Marry (MBC, 2010)
- Chunja's Happy Events (MBC, 2008)
- Fly High (SBS, 2007)
- Merry Mary (MBC, 2007)
- Hwang Jini (KBS2, 2006)
- My Lovely Fool (SBS, 2006)
- Dear Heaven (SBS, 2005)
- Love and Sympathy (SBS, 2005)
- Little Women (SBS, 2004)
- She is Cool (KBS2, 2003)
- Snowman (MBC, 2003)

### Cine
- Love Copyright (2015)
- Cello (2005)
- Romantic Assassins (2003)
- 2424 (2002)
- Run to You (2002)

### Presentadora
| Año  | Título                      | Notas           |
| ---- | --------------------------- | --------------- |
| 2019 | Soribada Best K-Music Award | co-presentadora |